# Pogoda na suma
Pogoda na suma – DVD i Blu-ray Kabaretu Moralnego Niepokoju zarejestrowane na początku trasy w styczniu 2013. Spektakl został nagrany w sali Teatru Capitol w Warszawie

## Lista utworów na DVD
1. Próba generalna
2. Tatusiowie
3. Chiny, czyli z notatnika Mariusza
4. Polska z lotu ptaka
5. Ostatni posiłek
6. Daj spokój, kobieto!
7. Wakacje na niby
8. Ile by za to było przedszkoli?
9. Napad co najmniej stulecia
10. Premierowe posiedzenie rządu
11. Rozmowa z brzuchem
12. To to
13. Mieszkanie (nie ma dziadostwa)
14. Mowa pogrzebowa
15. Szatan w radiu
16. Pogoda na suma